# Les Amis de Chico
Les Amis de Chico (Chico the Rainmaker ou The Boy with Two Heads) est une mini-série britannique en sept épisodes de 15 minutes, réalisée par Jonathan Ingrams et diffusée en 1974 aux États-Unis sur le réseau PBS, et dans les salles de cinéma du samedi matin au Royaume-Uni.
En France, la série a été diffusée une seule fois à partir du 31 août 1978 sur TF1 dans l’émission Acilion et sa bande. Sa diffusion à la télé québécoise reste inconnue. Elle a été projetée au Centre culturel de l'Université de Sherbrooke le 30 octobre 1983.

## Synopsis
Le jeune Chris Page se rend chez Ben, l’antiquaire. Sur place, il met en fuite deux voleurs, Doug et Dès, surpris en train de dérober un lot de couverts en argent. En remerciement, l'antiquaire offre à Chris un étrange coffret contenant une tête réduite de type Jivaro, ainsi qu’une toumba, sorte de tambour, et un pariapa, sorte de flûte de pan. De retour chez lui, Chris fait part de sa découverte à sa sœur Jill. Mais en s’amusant avec les instruments de musique, les deux enfants réveillent la tête réduite, qui se met à leur parler. C'est Chicopacobacawana, un grand sorcier. Il a 2 000 ans, une drôle de voix et sa spécialité est de faire pleuvoir. Enlevé par des explorateurs voilà trois ans, il ne peut plus tenir son rôle de Grand Puicha et protéger sa tribu de la sécheresse qui s'est entre-temps abattue sur les récoltes. Chris et Jill décident de l'aider à rentrer chez lui…

## Fiche technique
- Titre original : Chico the Rainmaker (littéralement Chico le faiseur de pluie)
- Titre alternatif : The Boy with Two Heads (littéralement Le garçon aux deux têtes)
- Titre français : Les Amis de Chico
- Réalisateur : Jonathan Ingrams
- Scénaristes : Frank Godwin, C.M. Pennington-Richards
- Effets spéciaux : Les Bowie
- Musique : Godwin
  - Générique original : interprète inconnu ; composé par Harry Robertson
  - Générique français : interprète inconnu
- Production : Frank Godwin
- Sociétés de production : Eyeline Films, Children's Film Foundation
- Pays d'origine :  Royaume-Uni
- Langue : anglais
- Nombre d'épisodes : 7 (1 saison)
- Durée : 15 minutes

## Distribution
- Spencer Plumridge (VQ : Flora Balzano) : Chris Page
- Leslie Ash (en) : Jill Page
- Hilda Fenemore (en) (VQ : Françoise Faucher) : Hilda Page
- Peter Halliday (en) : M. Page
- Stanley Meadows (en) (VQ : Aubert Pallascio) : Douglas
- Lance Percival (en) : Stanley Thornton
- Louis Mansi (en) (VQ : Jean-Louis Millette) : Desmond
- Clive Revill (VQ : Élizabeth Chouvalidzé) : Chico (voix)
- ? (VQ : Léo Ilial) : le narrateur

 Source et légende : version québécoise (VQ) sur Doublage.qc.ca

## Épisodes
1. Le Coffret mystérieux (The Mysterious Box)
2. Les Pouvoirs surnaturels de Chico (Chico Makes Magic)
3. La Poursuite (Chase for Chico)
4. Le Ballon magique (The Magic Football)
5. La Grotte secrète (The Secret Cave)
6. L'Orage (Chico Makes the Rain)
7. Adieu Chico (Farewell to Chico)

## Les effets spéciaux
Les effets spéciaux sont l'œuvre de Les Bowie, spécialiste ayant travaillé sur de nombreux films de la Hammer.

## Autour de la série
L'idée d’une tête réduite comme thème de série pour la jeunesse a marqué les jeunes téléspectateurs et en a également traumatisé plus d’un. La série n'a jamais été rediffusée en France.

## Produits dérivés (France)
- Disque 45 tours : Les Amis de Chico - Label : Carion ; 1976
- DVD : Les Amis de Chico en VF et VO : Collection Les Héros de la Lucarne - Éditeur : Gilles de Nanteuil Prod. ; Distributeur : Zalys ; sortie le 1er octobre 2003.